# آرثر اولسون
آرثر اولسون (بالسويدية: Arthur Olsson)‏ هو متزحلق سويدي، ولد في 7 فبراير 1926 في Torsby Municipality ‏ في السويد، وتوفي في 12 أكتوبر 2013 في Råda ‏ في السويد.

## وصلات خارجية
- آرثر اولسون على موقع أوليمبيديا (الإنجليزية)
- آرثر اولسون على موقع اللجنة الأولمبية السويدية (السويدية)